# بروبيونية عدية
البروبيونية العُدِّيَّة (بالإنجليزية: Propionibacterium acnes) هي نوع من البكتيريا اللاهوائية الإجابية الغرام، والتي تعرف بصلتها العُدّ (حب الشباب) الذي هو حالة جلدية شائعة في سن اليفاعة (الشباب). كما يمكن لها أيضا التسبب في أمراض أخرى من قبيل التهاب الجفن، والتهاب باطن المقلة، هذا الأخير يكون شائع الحدوث خاصة بعد إجراء جراحة العيون على مستوى العين.
بعد فك شيفرة تسلسل جينوم هذه البكتيريا، توصل الباحثون إلى كون العديد من جيناتها مسؤولة عن إنتاج أنزيمات قادرة على هضم وتفكيك الجلد والبروتينات التي قد تكون بروتينات مناعية (تفعيل الجهاز المناعي).
تنتمي هذه البكتيريا إلى مجموعة البكتيريا المتعايشة مع الإنسان، حيث تعتبر جزء من النبت الجرثومي الجلدي الطبيعي الموجودة على سطح جلد الإنسان السليم في إطار علاقة تنافع وتكامل.
تقتات هذه البكتيريا أساسا على الأحماض الدهنية المكونة للزهم الذي تفرزه الغدد الدهنية في مسام جريب الشعرة.
يمكن العثور عليها أيضا في جميع أنحاء الجهاز الهضمي البشر  والعديد من الحيوانات الأخرى.

## دورها في المرض
تعيش البكتيريا البروبيونية العدية عميقا داخل المسام وكذا الغدد العرقية، بعيدا عن سطح الجلد. تقوم عادة بالتغذي والاقتتات على الزهم والحطام الخلوي والمنتجات الثانوية الأيضية من أنسجة الجلد المحيطة بها.
الإنتاج المرتفع للزهم من طرف الغدد الدهنية مفرط النشاط (فرط الإفراز الدهني) أو انسداد الجريبات يمكن أن يؤدي إلى ارتفاع معدل نمو وتكاثر البكتيريا البروبيونية العدية.
تقوم هذه البكتيريا بإفراز العديد من البروتينات، بما فيها العديد من الانزيمات الهاضمة. هذه الأخيرة التي تعمل على هضم الزهم من أجل استخراج المواد المغذية، في المقابل وبشكل غير مقصود يمكن للأنزيمات أن تزعزع استقرار طبقات الخلايا التي تشكل جدران الجريبات.
تلف الخلايا، وارتفاع المنتجات الثانوية الأيضية والحطام البكتيري الذي ينتج عن النمو السريع للبكتيريا البروبيونية العدية، من شأنه إنتاج التهاب على سطح الجلد. هذا الالتهاب يمكن أن يؤدي إلى الأعراض المرتبطة ببعض الحالات الجلدية الشائعة، مثل التهاب الجريبات وحب الشباب (العُدّ الشائع).
الأضرار الناجمة عن هذه البكتيريا بالإضافة إلى الالتهاب المرتبط بها، يجعل الأنسجة المتضررة.أكثر عرضة للاستعمار من قبل البكتيريا الانتهازية، على غرار المكورات العنقودية الذهبية.
تظهر الأبحاث الأولية أن المسام الصحية تكون في العادة مستعمرة فقط بواسطة البكتيريا البروبيونية العدية. في حين أن المسام غير صحية تشمل بالإضافة للمكورات المقيمة عنقوديات بشروية كذلك. من غير المعروف إلى غاية اللحظة ما إذا كان السبب الحقيقي، مجرد تأثير انتهازي وتأثير جانبي، أو حتى ازدواجية مرضية أكثر تعقيدا بين البكتيريا البروبيونية العدية وهذا النوع المكورات العنقودية.
تم العثور على البكتيريا البروبيونية العدية أيضا في الأنسجة التي تعاني من حالة التهابية قرحة القرنية، الذي هو سبب شائع من التهاب باطن المقلة الذي قد يظهر بعد جراحة الساد.
في حالة نادرة قد تصيب هذه البكتيريا صمامات القلب وتؤدي بها إلى التهاب الشغاف، أو حتى المفاصل ما يؤدي إلى حدوث التهاب المفاصل الإنتاني.
بالإضافة إلى ذلك، تم العثور على أنواع من هذه البكتيريا في مواقع الإدراج في بطانة الرحم وفي
المناطق تحت الجلد من مواقع خياطة في عمليات حج القحف.
تم العثور على حب الشباب أيضا عند الأشخاص المصابين بحالات الإنزلاق الغضروفي. حمض البروبيونيك الذي تفرزه هذه البكتيريا يتسبب بكسور صغير في العظام المحيطة بها. الجسم حساس جدا لهذه الكسور الصغيرة ما يتسبب بآلام أسفل الظهر، يستدعي استعمال المضادات الحيوية التي أثبتت فعاليتها في مثل هذه الحالات.
أثناء عملية غسل القصبات وجدت البكتيريا البروبيونية العدية عند حوالي 70% من المرضى الذين يعانون من داء الساركويد، ويرتبط وجودها حسب درجة نشاط المرض. بصفة عامة وجدت هذه البكتيريا عند حوالي 23% من مجموع الأشخاص الذين خضعوا لفحوصات غسل القصبات.
الأنواع الفرعية  التي تسبب هذه العدوى في الأنسجة المعقمة، هي نفس الأنواع التي وجدت على الجلد الأفراد الغير مصابين بحالة حب الشباب، لذلك فربما قد تكون هذه العدوى محلية. في كثير من الأحيان ترتبط حالات حب الشباب بوجود سلالات بكتيريا بروبيونية عدية أكثر ضراوة  من تلك العادية التي لاتشكل خطرا في الحالات العادية.
قد تتحول هذه البكتيريا إلى عدوى مرضية انتهازية، تسبب في سلسلة من العدوى بعد العملية الجراحية، مثل عدوى ما بعد الجراحة العصبية، والجراحة الترقيعية للمفاصل، التحويلات وصمامات القلب الإصطناعية.
في ظروف أخرى، قد يكون لها دور في التهاب البروستاتا الذي يؤدي إلى السرطان، أو التهابات أخرى في العظام تنتج متلازمة سافو.

## الحساسية للضوء
عندما تتعرض البكتيريا البروبيونية العدية للضوء الأسود فإنها تستجيب بعكس ضوء برتقالي. يرجع ذلك ربما لوجود البورفيرينات الداخلية. معروف أن البكتيريا تقتل عند تعرضها للضوء فوق البنفسجي، البكتيريا البروبيونية العدية هي الأخرى حساسة بشكل خاص للضوء الذي يملك طول موجة ما بين 405 و420 نانومتر (بالقرب من نطاق الأشعة فوق البنفسجية )، بسبب مجموعة الكوبوفيرين الثالث التي هي عبارة عن بروفينات حساسة للضوء مافوق البنفسجي.
قيمة التشعيع الكلي الذي يعمل على تعطيل نشاط هذه البكتيريا في ظروف المختبر يبلغ 320 ج/سم²، هذه الحقيقة ستخدم في تقنية العلاج بالضوء.

## موائل أخرى
بشكل غير متوقع، تم العثور على البكتيريا البروبيونية العدية مكونة لنابوت داخلي يعيش متطفلا على النباتات. على وجه الخصوص، نباتات الكرمة التي تأوي ساكنة نائية من هذه البكتيريا ترتبط ارتباطا وثيقا بالسلالة التي تعيش على جلد الإنسان. أطلق العلماء على هذا النوع الفرعي من البكتيريا البروبيونية اسم "البكتيريا البروبيونية زاباي"، تكريما للملحن الغريب الأطوار فرانك زابا، لتسليط الضوء على السلوك الغير التقليدي لهذه البكتيريا وموائلها الفريدة سأنها شأن فرانك زابا.

## روابط خارجية
- Propionibacterium+acnes في المكتبة الوطنية الأمريكية للطب نظام فهرسة المواضيع الطبية (MeSH).